# Herbita medullata
Herbita medullata là một loài bướm đêm trong họ Geometridae.